# نايجل بوند
نايجل بوند (بالإنجليزية: Nigel Bond)‏ هو لاعب سنوكر بريطاني، ولد في 15 نوفمبر 1965 في Darley Dale ‏ في المملكة المتحدة.

## روابط خارجية
- نايجل بوند على موقع CueTracker.net (الإنجليزية)
- نايجل بوند على موقع بطولة العالم للسنوكر (الإنجليزية)